# 1010-е годы
1010-е (ты́сяча деся́тые) го́ды по юлианскому календарю — промежуток времени с 1 января 1010 года по 31 декабря 1019 года, включающий 1010 год 1-го десятилетия   и с 1011 по 1019 годы    2-го десятилетия XI века 2-го тысячелетия.  Они закончились 1006 лет назад.

## Важнейшие события
- Первое Болгарское царство[1] завоёвано Византией[англ.] (968—1018; Василий II Болгаробойца). Битва на Клейдионе (1014).
- Византийско-грузинская война (1014—1023).
- Междоусобная война на Руси (1015—1019).

### Обзор по государствам
- Франция: Роберт II Благочестивый, один из первых Капетингов. Фактически управлял только королевским доменом.
- Англия: Король единого англосаксонского королевства Этельред Неразумный, Уэссекская династия. Всё десятилетие воевал с датчанами. В 1013 году вынужден был бежать из Англии после военного поражения, королём на короткое время был провозглашён норвежский король Свен I Вилобородый.

## Культура
- Фирдоуси (935—1020). «Шахнаме» (1010).
- Китайская энциклопедия «Cefu Yuangui[англ.]» (1013).
- Авиценна
- Аль-Бируни

## Персоналии
- Болеслав I Храбрый
- Васи́лий II Болгаробо́йца
- Генрих II Святой
- Кнуд Великий
- Малкольм II
- Свен I Вилобородый
- Фудзивара Митинага